# Zdislavice
Zdislavice jsou městys v okrese Benešov ve Středočeském kraji, na katastrálním území Zdislavice u Vlašimi o rozloze 677 ha. Žije zde 509 obyvatel. Ve vzdálenosti 7 km severozápadně leží město Vlašim, 24 km severozápadně město Benešov, 30 km východně město Světlá nad Sázavou a 31 km jihovýchodně město Humpolec. Zdislavicemi protéká Štěpánovský potok, který je levostranným přítokem řeky Sázavy.

## Historie
První písemná zmínka o obci pochází z roku 1352. S účinností od 1. prosince 2006 byl 10. listopadu 2006 obci vrácen status městyse.

### Územněsprávní začlenění
Dějiny územněsprávního začleňování zahrnují období od roku 1850 do současnosti. V chronologickém přehledu je uvedena územně administrativní příslušnost obce v roce, kdy ke změně došlo:
- 1850 země česká, kraj České Budějovice, politický okres Benešov, soudní okres Vlašim[5]
- 1855 země česká, kraj Tábor, soudní okres Vlašim
- 1868 země česká, politický okres Benešov, soudní okres Vlašim
- 1937 země česká, politický i soudní okres Vlašim[6]
- 1939 země česká, Oberlandrat Německý Brod, politický i soudní okres Vlašim[7]
- 1942 země česká, Oberlandrat Praha, politický okres Benešov, soudní okres Vlašim[8]
- 1945 země česká, správní i soudní okres Vlašim[9]
- 1949 Pražský kraj, okres Vlašim[10]
- 1960 Středočeský kraj, okres Benešov
- 2003 Středočeský kraj, okres Benešov, obec s rozšířenou působností Vlašim

### Rok 1932
V městysi Zdislavice (743 obyvatel, poštovní úřad, telefonní úřad, četnická stanice, katol. kostel, živnostenské společenstvo) byly v roce 1932 evidovány tyto živnosti a obchody: 2 bednáři, cihelna, holič, rolnické skladištní družstvo, 3 hostince, 2 koláři, obchod s koňmi, kovář, 3 krejčí, 3 mlýny, 2 obuvníci, pekař, pila, 5 řezníků, 4 obchody se smíšeným zbožím, strojírna Šustr, švadlena, 2 truhláři.

## Doprava
Dopravní síť
- Pozemní komunikace – Městysem prochází silnice II/127 Načeradec - Pravonín - Zdislavice - Trhový Štěpánov.

- Železnice – Městysem vede železniční trať Benešov u Prahy – Vlašim – Trhový Štěpánov, je to jednokolejná regionální trať. Doprava z Vlašimi byla zahájena roku 1902.

Veřejná doprava
- Autobusová doprava (2012) – V městysi zastavovaly autobusové linky jedoucí např. do těchto cílů: Čechtice, Dolní Kralovice, Javorník, Křivsoudov, Ledeč nad Sázavou, Lukavec, Načeradec, Trhový Štěpánov, Vlašim, Zruč nad Sázavou.

- Železniční doprava (2013) – V železniční zastávce Zdislavice zastavovalo v pracovních dnech 11 párů osobních vlaků, o víkendu 8 párů osobních vlaků.

## Turistika
Městysem vede cyklotrasa č. 0004 Vlašim - Zdislavice - Trhový Štěpánov - Nesměřice.

## Pamětihodnosti
- Kostel sv. Petra a Pavla z roku 1701[12]
- Kostnice dle nápisu uvnitř zřízená roku 1772 kondrackým farářem Antonínem Radiměřským, dle informací z webu obce byla stavba zahájena v roce 1810 a veřejnosti otevřena na roku 1882.[13] V současnosti se čeká na finanční podporu k její obnově.
- Fara – č. p. 53
- Několik křížků ve městysi i kolem ní
- Socha sv. Jana Nepomuckého z konce 18. století[13] před domy č. p. 34 a 35
- Hasičská zbrojnice
- Pošta

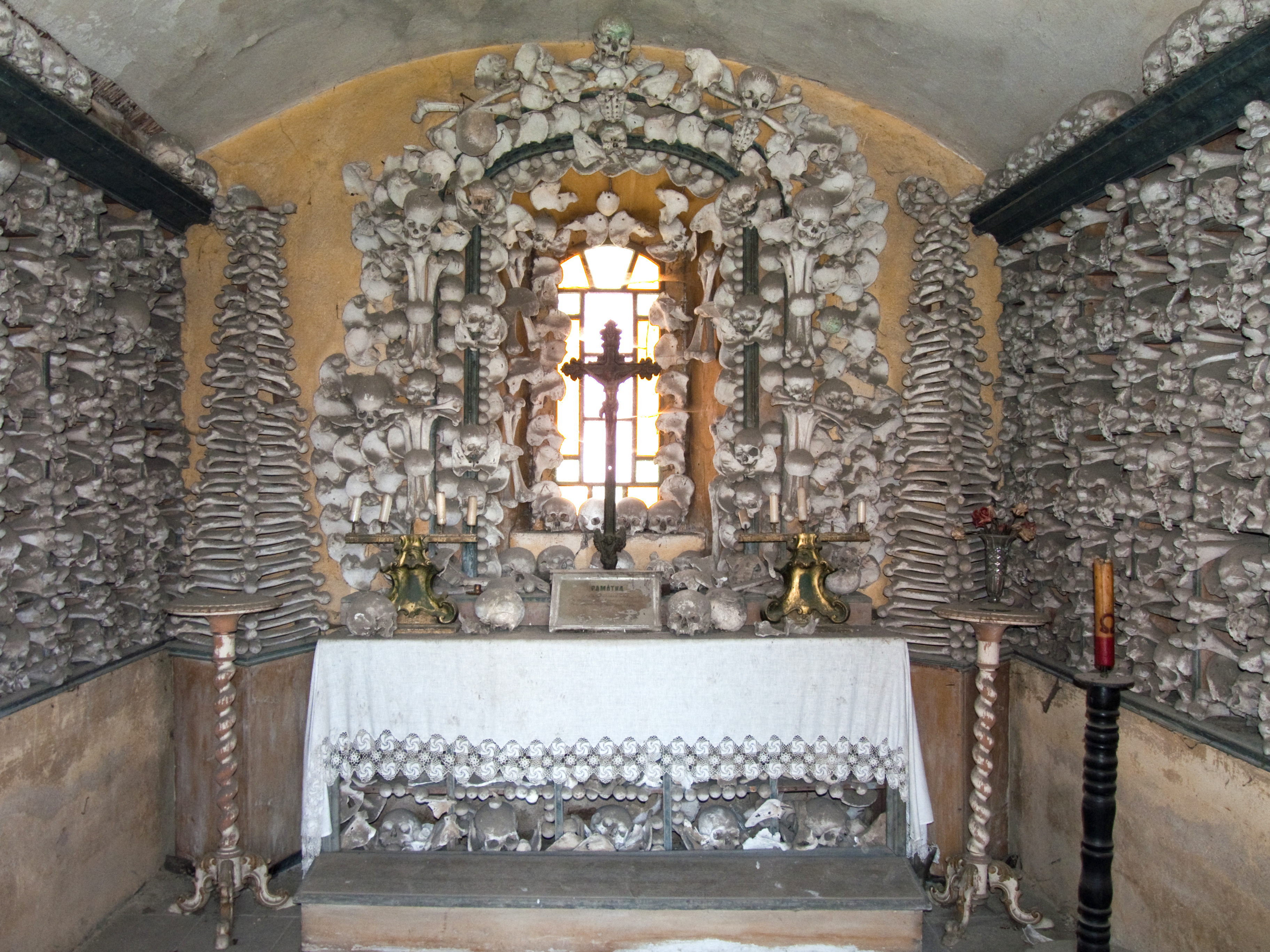
Interiér kostnice
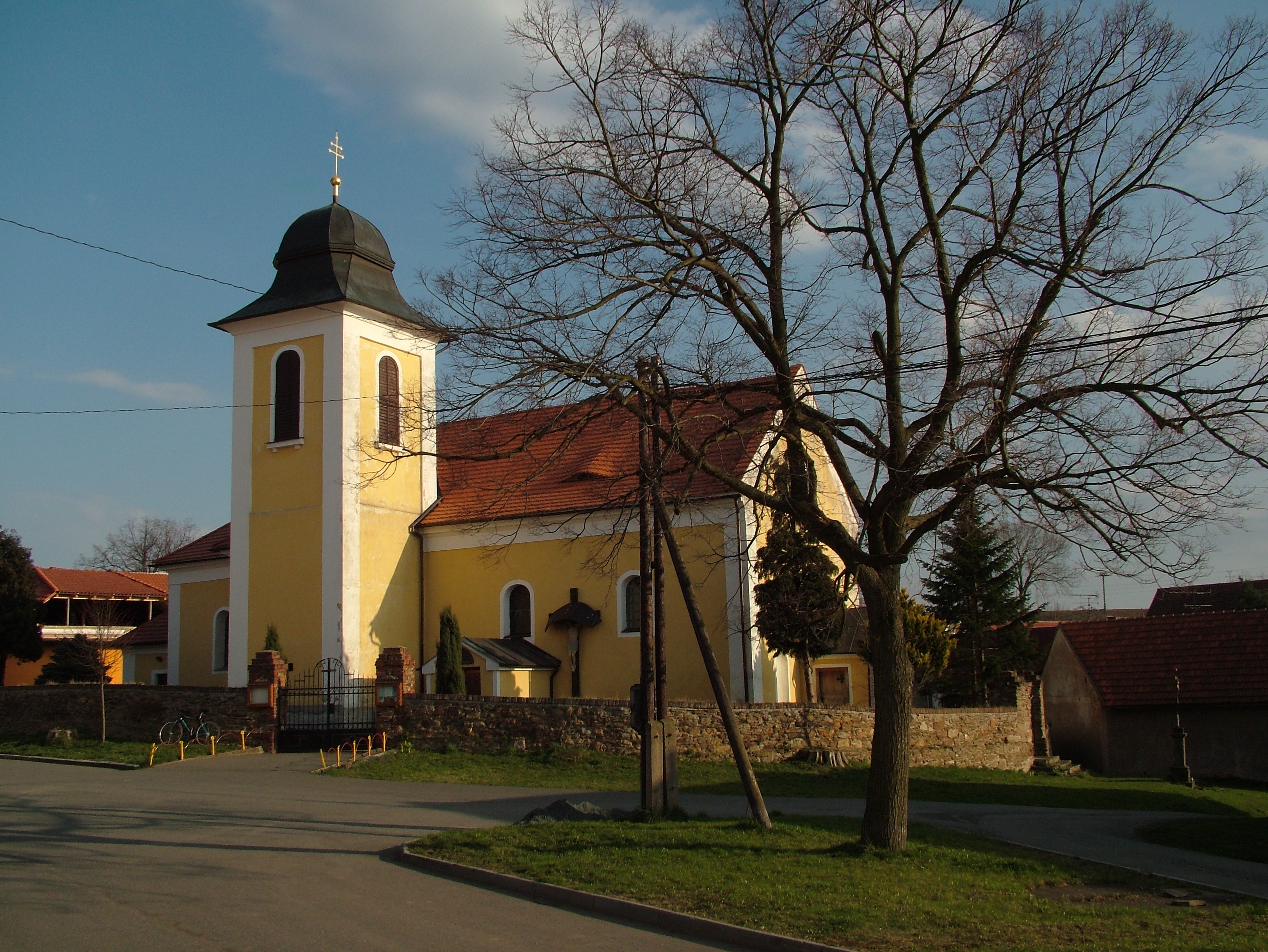
Kostel sv. Petra a Pavla z roku 1701
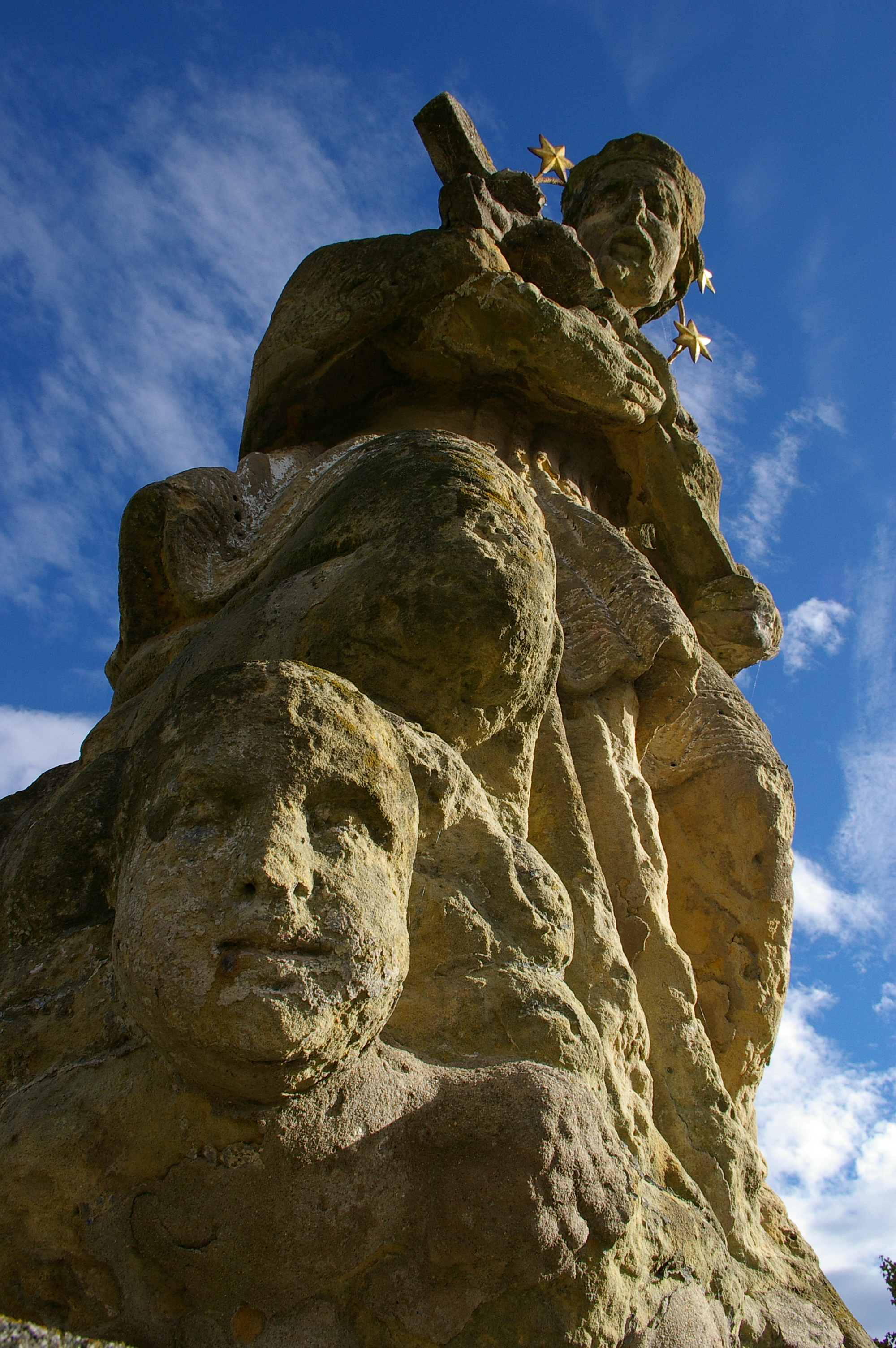
Socha sv. Jana Nepomuckého na návsi
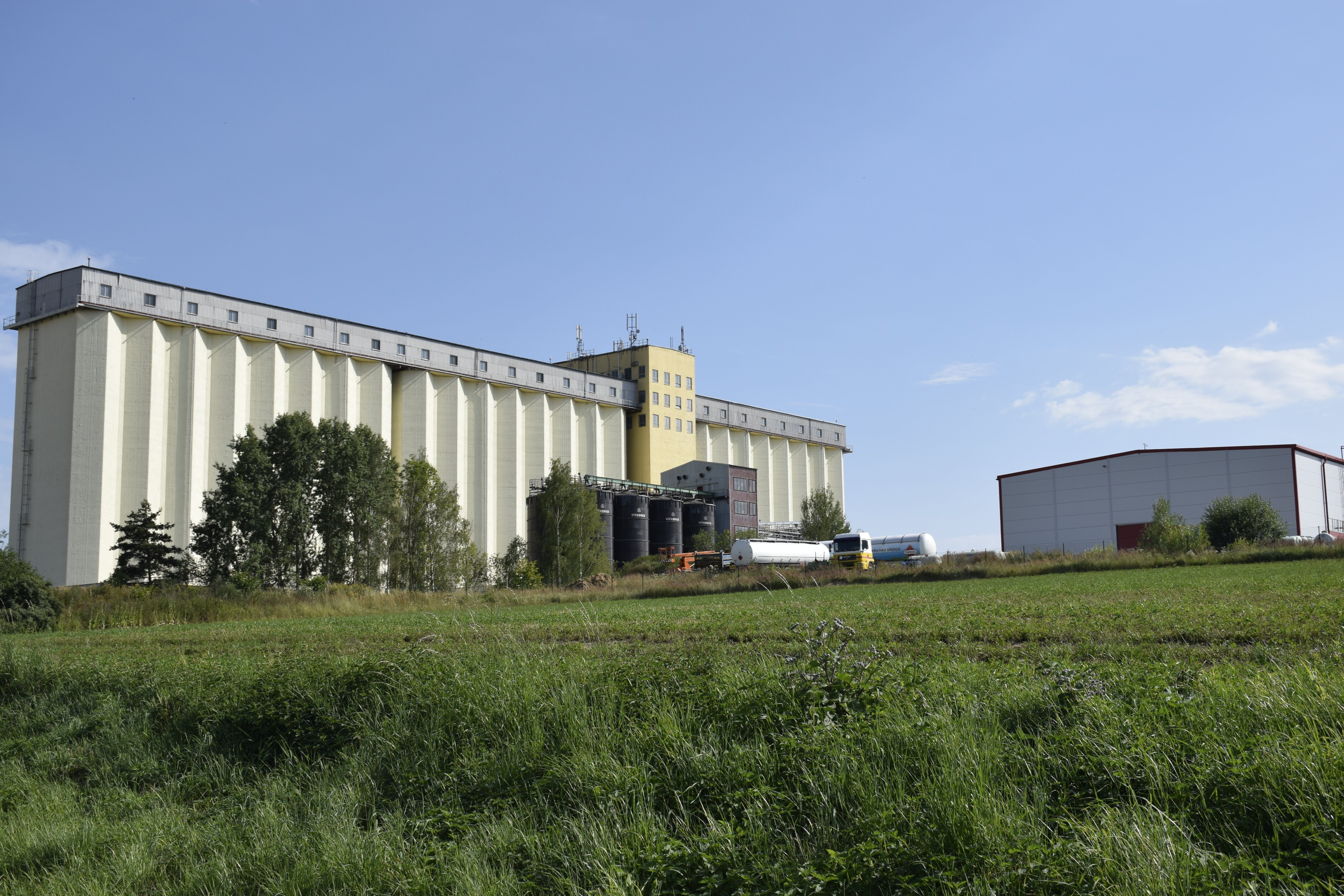
Silo